# آندریا بوگارت
آندریا بوگارت (انگلیسی: Andrea Bogart؛ زادهٔ ۱ ژوئن ۱۹۷۷) یک هنرپیشه اهل ایالات متحده آمریکا است. وی از سال ۲۰۰۱ میلادی تاکنون مشغول فعالیت بوده‌است.